# John Locke
(Saggio sull'intelletto umano, libro II, cap. I)
John Locke (Wrington, 29 agosto 1632 – High Laver, 28 ottobre 1704) è stato un filosofo, pedagogista e medico inglese, considerato il padre del liberalismo, dell'empirismo moderno e uno dei più influenti anticipatori dell'illuminismo e del criticismo.

## Biografia
Nacque a Wrington (Somerset), nel 1632; il padre, procuratore e ufficiale giudiziario, combatté durante la prima rivoluzione inglese con l'esercito del Parlamento contro il re Carlo I, che sarà decapitato nel 1649.
Durante la dittatura di Cromwell, John entrò all'università di Oxford, nel collegio di Christ Church dove, dopo il conseguimento del titolo di baccelliere (1656) e "maestro delle arti" (1658), rimase come insegnante di greco e retorica.
Nel 1666 cominciò a studiare medicina e scienze naturali, entrando in contatto con medici e anatomisti famosi come Thomas Willis e John Bathurst e collaborando con il celebre fisico e chimico Robert Boyle.
Pur non essendo laureato in medicina, esercitò la professione di medico, che gli permise di conoscere Lord Ashley, divenuto in seguito il conte di Shaftesbury di cui divenne medico personale e consigliere, seguendone l'alterna sorte e le vicissitudini. Fu suo segretario quando Ashley divenne Lord cancelliere.
Nel 1675 Locke si ritirò per motivi di salute in Francia per quattro anni, durante i quali studiò la filosofia di Cartesio, di Gassendi e dei libertini.
Al suo ritorno in Inghilterra riprese a collaborare con Shaftesbury, nel frattempo nominato presidente del consiglio del re Carlo II.
Durante la crisi dell'esclusione, che vedeva il Parlamento dividersi fra sostenitori e avversari dell'Exclusion Bill, proposta di legge che escludeva Giacomo, fratello ed erede di Carlo II, dalla successione al trono, Shaftesbury fu tra i maggiori sostenitori della legge: ciò provocò il suo rapido declino, che lo portò a fuggire nei Paesi Bassi nel 1682, dove morì. Locke, temendo la persecuzione contro i whigs, andò anche lui in esilio volontario nei Paesi Bassi, dove fu attivo sostenitore di Guglielmo d'Orange  e, nel 1688, dopo la vittoria della Gloriosa rivoluzione, tornò nel Regno Unito al seguito della moglie di Guglielmo III, la principessa Maria, regina sovrana d'Inghilterra e d'Irlanda alla pari del marito dall'11 aprile 1689.

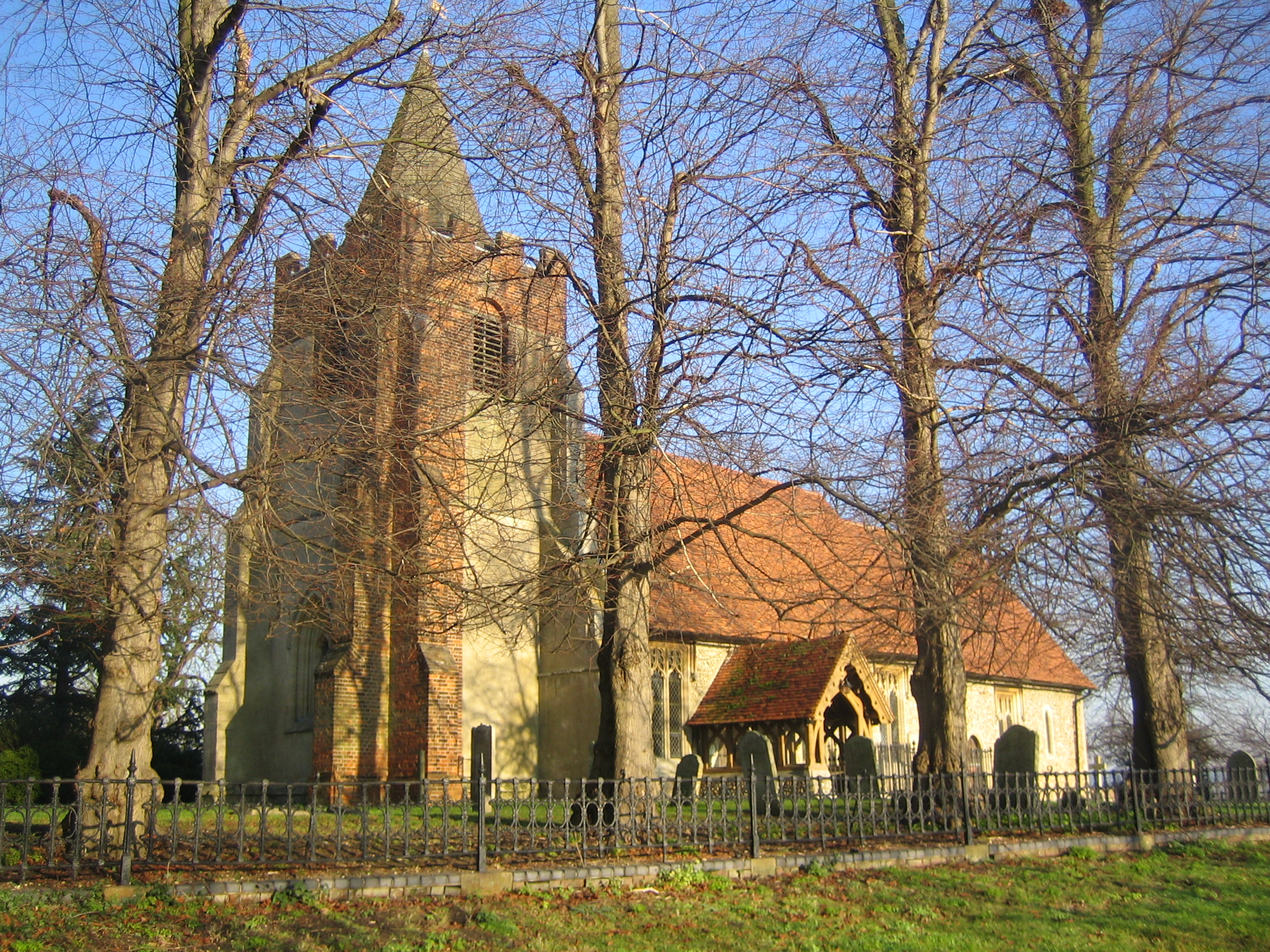
La chiesa di High Laver, dov'è sepolto John Locke

La fama di Locke come maggiore esponente del nuovo regime liberale divenne grandissima: ricoprì vari incarichi importanti, tra cui quello di consigliere per il commercio nelle colonie. In questo incarico trasse ingenti profitti dalle azioni della Royal African Company, impegnata nella tratta degli schiavi, per quanto le sue teorie appaiano incompatibili con l'istituto della schiavitù.
Fu in questo periodo che pubblicò le sue opere più importanti, tra le quali il Saggio sull'intelletto umano e i Due trattati sul governo, entrambi del 1689.
Passò serenamente gli ultimi anni nel castello di Oates, presso il villaggio di High Laver, nell'Essex, dove morì e fu sepolto nel 1704 nella chiesa di Ognissanti.

## Opere
- Lettera sulla tolleranza (A Letter Concerning Toleration) (1689)
- Due trattati sul governo (Two Treatises of Government) (1689)
- Saggio sull'intelletto umano (An Essay Concerning Human Understanding) (1689)
- Alcune considerazioni sulle conseguenze della riduzione dell'interesse e dell'aumento del valore della moneta (1691)
- Pensieri sull'educazione (Some Thoughts Concerning Education) (1693)
- Saggi sulla ragionevolezza del cristianesimo (The Reasonableness of Christianity, as Delivered in the Scriptures; A Vindication of the Reasonableness of Christianity) (1695-1697)

### Opere postume
- Primo trattato sul governo (First Tract of Government) (1660)
- Secondo trattato sul governo (Second Tract of Government) (1662)
- Questioni concernenti la legge di natura (Questions Concerning the Law of Nature) (1664)
- Saggio sulla tolleranza (Essay Concerning Toleration) (1667)
- Sulla condotta dell'intelletto (Of the Conduct of the Understanding) (1706)
- Esame di Malebranche (An Examination of P. Malebranche's Opinion of Seeing All Things in God) (1706)
- Note sulle epistole di san Paolo (A Paraphrase and Notes on the Epistles of St. Paul) (1707)

## Pensiero

### Il problema critico

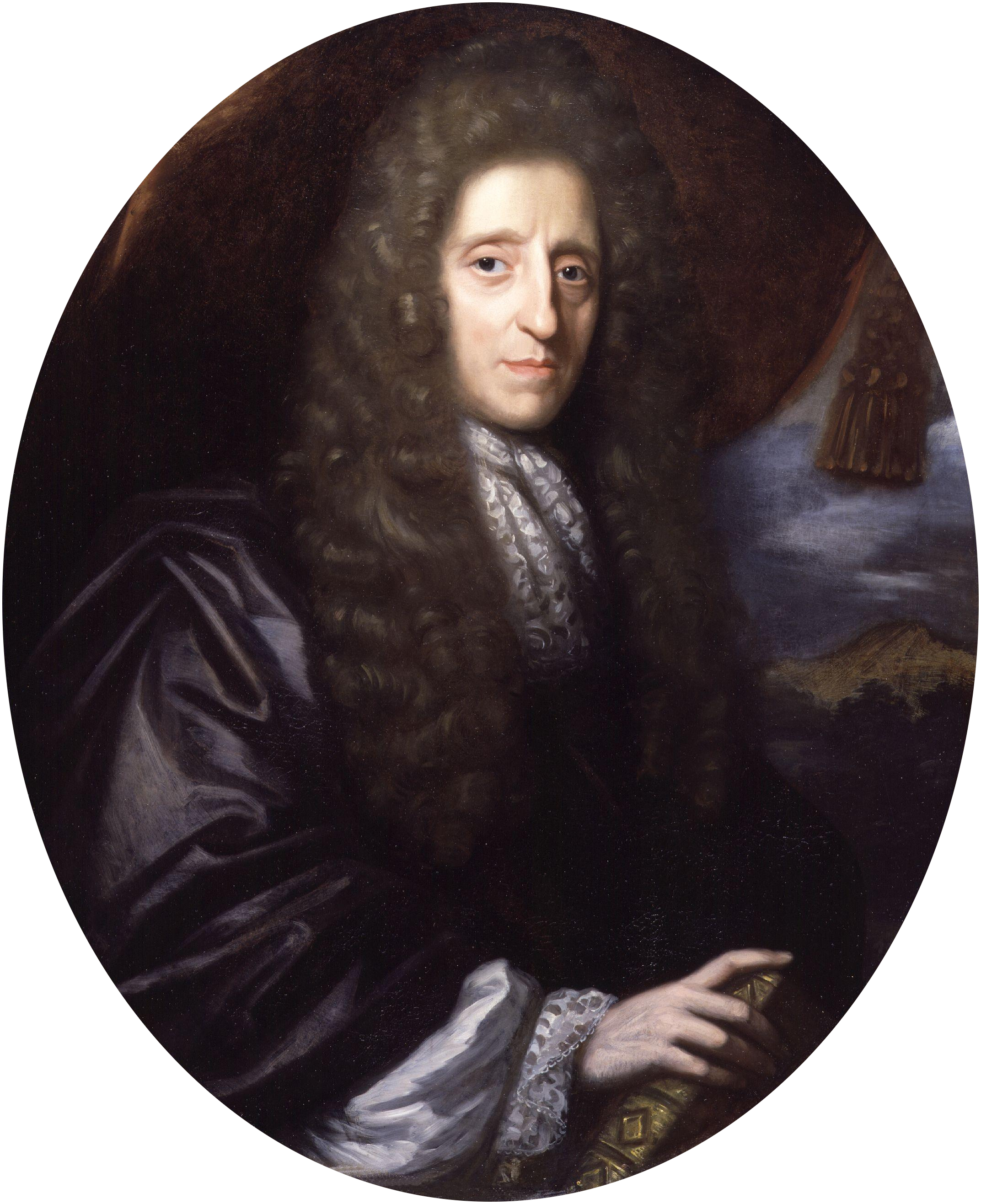
John Locke ritratto da Herman Verelst

Nella prefazione al Saggio sull'intelletto umano intitolata Epistola al lettore Locke rivolgendosi ai suoi lettori racconta come ebbe origine il problema oggetto dell'opera:

Per risolvere quindi i problemi più gravi del suo tempo, come quelli di natura politica e religiosa che determinarono le rivoluzioni inglesi, Locke ritiene necessaria un'analisi - questo il significato di critica - dell'intelletto, cioè della capacità conoscitive dell'uomo, per stabilire quali argomenti egli possa portare a soluzione e quali gli siano esclusi accontentandosi, come egli dice, di «una quieta ignoranza».
Sia Bacone, per via empirica, sia Cartesio, attraverso la pura ragione si erano posti lo stesso problema pensando di averlo risolto tramite l'adozione di un metodo le cui regole, se osservate, potevano portare a conoscenze assolute, a verità indiscutibili in ogni campo del sapere.
Di fronte all'evidenza dell'insolubilità di certi temi Locke è convinto che questo potere assoluto della ragione, in cui credeva Cartesio, non esista. Quindi noi dobbiamo, per non girare a vuoto su argomenti inaccessibili alla ragione, prima ancora di stabilire le regole di un metodo conoscitivo, cercare di capire quali siano i limiti del nostro conoscere.

#### L'analisi delle idee
Anticipando così lo sviluppo di questo tema che prenderà il nome di criticismo in Kant, Locke non è interessato a ricerche fisiologiche o ontologiche, materialiste o spiritualiste, riguardo ai procedimenti della conoscenza ma vuole partire dalla mente dell'uomo costituita di idee intendendo con questo termine «tutto ciò che si intende con immagine, nozione, specie o quanto sia comunque oggetto di attività conoscitive».
Sono queste idee i veri oggetti di conoscenza presenti alla nostra mente, non la realtà in se stessa e quindi occorre arrivare a stabilire, seguendo il metodo analitico cartesiano, quali siano le idee semplici, chiare e distinte, evidenti con cui poi edificare ordinatamente il nostro mondo conoscitivo.

### IlSaggio sull'intelletto umano
I primi tre libri del Saggio sull'intelletto umano (1690) trattano dell'«origine delle idee», il quarto è dedicato al tema del «la certezza e l'estensione della conoscenza umana, ed insieme i fondamenti e i gradi della credenza, dell'opinione e dell'assenso».

#### La critica dell'innatismo
In contrasto con i cartesiani e i platonici della scuola di Cambridge, Locke nega che possano esistere idee innate «impresse nella mente dell'uomo, che l'anima riceve agli albori della sua esistenza e porta con sé nel mondo» come l'idea di Dio o dell'infinito, i principi logici, come quello di non contraddizione, i principi morali universali.
Tutto quello che ritroviamo nella nostra mente deriva dall'esperienza e non esistono idee che si riscontrino nella conoscenza senza un'origine empirica di esse. Secondo Locke, quindi, non esistono assolutamente idee innate, anche se si volesse ridurre l'innatismo stesso a quelle idee che hanno un consenso universale (consensus gentium) per il quale «i principi ammessi da tutto il genere umano come veri, sono innati; quei principi che ammettono gli uomini di retta ragione sono proprio i principi ammessi dall'intero genere umano; noi, e coloro che hanno la nostra stessa opinione, siamo uomini di retta ragione; dunque, poiché noi siamo d'accordo, i nostri principi sono innati.»
Affermando per esempio che l'idea di Dio la ritroviamo in tutti i popoli è facile dimostrare che se si chiedessero le caratteristiche della divinità questa verrebbe descritta in base alle esperienze particolari dei singoli uomini per cui ciò che veramente hanno in comune le diverse genti non è l'idea di Dio ma il semplice nome.
«Ma, ed è la cosa peggiore, questa argomentazione del consenso universale, che viene impiegata per provare l'esistenza di princípi innati, mi sembra una dimostrazione che non c'è nessun principio al quale tutta l'umanità dia il proprio universale consenso. È evidente che tutti i bambini e gli idioti non hanno la minima apprensione o il minimo pensiero di quei princípi. E la mancanza di ciò è sufficiente a distruggere quel consenso universale che deve necessariamente accompagnare tutte le verità innate.»
Anche per le norme morali o principi logici presunti universali per negare il loro preteso innatismo basti pensare che: « [...] fra i bambini, gli idioti, i selvaggi, fra le persone rozze e illetterate, quale genere di massime si potrebbe scoprire? Le loro nozioni sono poche e ristrette, derivano solo da quegli oggetti che sono da loro meglio conosciuti e che impressionano i loro sensi in modo più frequente e più vivido».

#### L'empirismo di Locke
La negazione delle idee innate non era una novità nella storia della filosofia: Aristotele contrapponendosi a Platone, e San Tommaso a San Bonaventura avevano negato l'innatismo; come del resto anche i cartesiani sensisti che vedevano l'origine delle idee nei sensi, e così anche Gassendi e Hobbes.
L'empirismo di Locke si differenzia dagli altri poiché il suo si fonda sulla convinzione che non esista principio, nella morale come nella scienza, che possa ritenersi assolutamente valido tale da sfuggire a ogni controllo successivo dell'esperienza.
Questo vale anche per quei razionalisti, come ad esempio Galileo Galilei e Hobbes, che si rifacevano alla conoscenza verificata dalle conferme dell'esperienza ma che poi consideravano fuori da questa la struttura razionale matematico-quantitativa della realtà, attribuendole un valore assoluto di verità.
Galilei affermava che l'intelletto umano, quando ragiona matematicamente, è uguale a quello divino: «...quanto alla verità di che ci danno cognizione le dimostrazioni matematiche, ella è l'istessa che conosce la sapienza divina [..]»

#### L'innatismo ai fini del potere
Il fine dell'innatismo era proprio quello di sottrarre alcuni principi alla verifica continua dell'esperienza:

Le parole di Locke sembrano riecheggiate in quanto scriveva Kant quasi un secolo dopo nel 1784 nel suo saggio Risposta alla domanda: che cos'è l'Illuminismo?:

Ma gran parte degli uomini, aggiungeva Kant, arrivando alla stessa conclusione di Locke, pur essendo stati creati liberi dalla Natura ("naturaliter maiorennes") si accontenta molto volentieri di rimanere "minorenne" per tutta la vita. Questa condizione è dovuta o a pigrizia (non assumersi le proprie responsabilità è una scelta comoda), o a viltà (non si ha il coraggio di cercare la verità). In ogni caso il risultato di questa non-scelta è la facilità per i più scaltri (o i più potenti) di erigersi a interessati tutori di costoro.

#### Analisi dei vari tipi di idee
Nel secondo libro del Saggio Locke classifica i vari tipi di idee derivate dall'esperienza per scoprire i limiti reali del nostro conoscere.
In base all'esperienza possiamo distinguere:
- Idee di sensazione quelle cioè che provengono dall'esperienza esterna, dalle sensazioni come, ad esempio, i colori. La formazione di queste idee avviene secondo quanto già indicato da Hobbes: dagli oggetti esterni provengono dati che s'imprimono su quella tabula rasa che è la nostra sensibilità.
- Idee di riflessione riguardano l'esperienza interna o riflessione sugli atti interni della nostra mente come le idee di dubitare, volere, ecc.

Una seconda distinzione riguarda:
- le idee semplici quelle che non possono essere scomposte in altre idee e che quindi sono di per sé chiare e distinte, evidenti ma che, diversamente da Cartesio, non implicano un contenuto di verità ma soltanto il fatto di costituire gli elementi primi conoscitivi derivati in forma immediata dalla sensazione o dalla riflessione. Che la loro semplicità non implichi la verità si basa su quanto già affermato da Galilei sulla soggettività delle sensazioni di colori, suoni, ecc. Locke similmente distingue fra:
  - idee di qualità primarie che sono oggettive come quelle caratteristiche che appartengono di per sé ai corpi (l'estensione, la figura, il moto, ecc.);
  - idee di qualità secondarie, soggettive (colori, suoni, odori, sapori, ecc.) che non sono inventate (l'intelletto non ha la capacità di creare idee semplici) ma che non hanno corrispondenza nella realtà;
- le idee complesse, nel produrre le quali il nostro intelletto non è più passivo, bensì riunisce, collega e confronta le idee semplici originando tre tipi di idee complesse:
  - di modi: quelle idee complesse che si considerano non sussistenti di per sé ma afferenti a una sostanza, come il numero, la bellezza, ecc. ovvero tutte quelle che non fanno parte delle sostanze o delle relazioni;
  - di sostanze: idee che riguardano il sostrato, supposto ma sconosciuto, che fa da sostegno alle qualità degli oggetti;
  - di relazioni: idee che nascono dalla comparazione delle idee tra di esse (idee di causa-effetto, di identità, di etica, ecc.).

Critica dell'idea di sostanza.
Contrariamente a quanto sostenuto nella storia della filosofia da Aristotele in poi Locke afferma che non si può parlare della sostanza come di una realtà metafisica in quanto essa si origina dal fatto che noi abitualmente osserviamo che l'esperienza ci mostra un insieme di idee semplici che si presentano concomitanti: come, ad esempio, il colore e il sapore di una mela: tendiamo allora a pensare che all'origine di questa concomitanza vi sia un substrato, un elemento essenziale (la sostanza "mela") che però possiamo solo supporre che ci sia ma non dimostrare empiricamente. Locke afferma:
Perciò sono da ritenere insussistenti i pilastri del razionalismo cartesiano: la res extensa, la presunta sostanza corpo, non è altro che il presentarsi assieme delle idee semplici di solidità ed estensione e la res cogitans, la supposta sostanza spirito, non è altro che la concomitanza di certe attività della sensibilità interna come lo scegliere, il volere, ecc.
- Relazioni:

Critica dell'idea di causa-effetto. Le idee di relazioni sono quelle che stabiliscono dei rapporti tra le idee come avviene con l'idea di relazione causa-effetto per cui se sperimentiamo, ad esempio, che la cera si scioglie sottoposta a calore, tendiamo a pensare, dalla ripetitività di questo fenomeno, che ci sia un rapporto di causa-effetto. Mentre Hume negherà l'esistenza di tale rapporto, Locke ritiene che si tratti di una semplice, non necessaria connessione di idee della quale non possiamo affermare con certezza che il collegamento di queste corrisponda con la realtà.

#### Il linguaggio
Il linguaggio nasce per la comunicazione ed è costituito da parole che sono segni convenzionali delle idee.
I nomi non si riferiscono alla realtà, ma alle idee esistenti nel nostro intelletto, e dunque il linguaggio non serve per lo studio della realtà ma solo a porre ordine nel pensare.
Se dunque i nomi rappresentano le idee particolari, perché vi sono nomi generali che fanno riferimento a una pluralità di idee? Questo avviene secondo Locke per il procedimento dell'astrazione secondo il quale noi cogliamo gli elementi comuni di idee semplici mettendo da parte quelli particolari e formuliamo così i termini generali che non esprimono l'essenza reale delle cose, che non si può conoscere, ma solo l'essenza nominale.

#### I gradi della conoscenza umana
Conoscere vuol dire constatare l'accordo o il disaccordo di più idee tra loro esprimendo questa operazione in un giudizio.
Quando questa operazione avviene in modo immediato abbiamo
- la conoscenza intuitiva di certezza assoluta e indiscutibile

«in questo modo la nostra mente percepisce che il bianco non è nero, un circolo non è un triangolo, che tre è maggiore di due ed è uguale a uno più due».
Quando invece rileviamo l'accordo con una serie di idee collegate si ha
- la conoscenza per dimostrazione dove le idee intermedie sono in realtà delle intuizioni collegate tra loro e quindi anche in questo caso abbiamo certezza di conoscenza.

Locke quindi conferma la convinzione del razionalismo cartesiano che attribuiva carattere di verità assoluta alle conoscenze geometriche-matematiche e logiche formali ma esclude che queste connessioni tra le idee vogliano poi dire conoscere la realtà.
Esiste dunque
- una verità come connessione di idee
- e una verità dove le idee corrispondono alla realtà: questa verità non è più assicurata dal razionalismo di tipo cartesiano e per questo Locke indica quali siano, dopo la sua critica, le
  - conoscenze certe

1. la conoscenza intuitiva del proprio io;
2. la conoscenza per dimostrazione dell'esistenza di Dio;
3. la conoscenza delle cose esterne per sensazione.

Tutte le altre conoscenze rientrano nell'ambito della conoscenza probabile dove ogni verità raggiunta deve sempre essere messa al vaglio dell'esperienza.
Infine vi è la conoscenza per fede, dove fede sta per fiducia, nel senso che noi possiamo credere vere quelle conoscenze che noi non siamo in grado di verificare ma che ci vengono elargite da personaggi di cui non abbiamo motivo di dubitare che vogliano ingannarci.
Un ultimo grado di conoscenza è quella fondata sull'opinione la più incerta di ogni tipo di sapere.

### Il liberalismo politico
Nell'ambito della riflessione politica, Locke cercò di ideare un sistema basato sull'utile della convenienza, che potesse fornire il miglior vantaggio per tutti.
Dapprima gli parve che solo lo stato assolutistico hobbesiano potesse garantire il raggiungimento di questi scopi. Ma in seguito al fallimento della restaurazione monarchica degli Stuart, egli si convinse che lo stato assoluto non si adattava alle tendenze naturali che gli uomini cercano di assecondare unendosi in società.
Per questo, Locke entrò gradualmente a far parte del Partito Whig (più tardi chiamato Partito Liberale), e nel 1690 pubblicò anonimamente i Due trattati sul governo, che non possono essere considerati una apologia della "Gloriosa rivoluzione inglese" (1688-1689) ma semmai ne costituiscono solo una giustificazione giuridica e politica a posteriori. Tuttavia, è altresì assodato che la maggior parte dell'opera era già stata scritta negli anni precedenti la pubblicazione.

#### La critica dell'assolutismo
(Prefazione di Angelo Panebianco ai Due trattati sul governo, RCS MediaGroup, 2010)

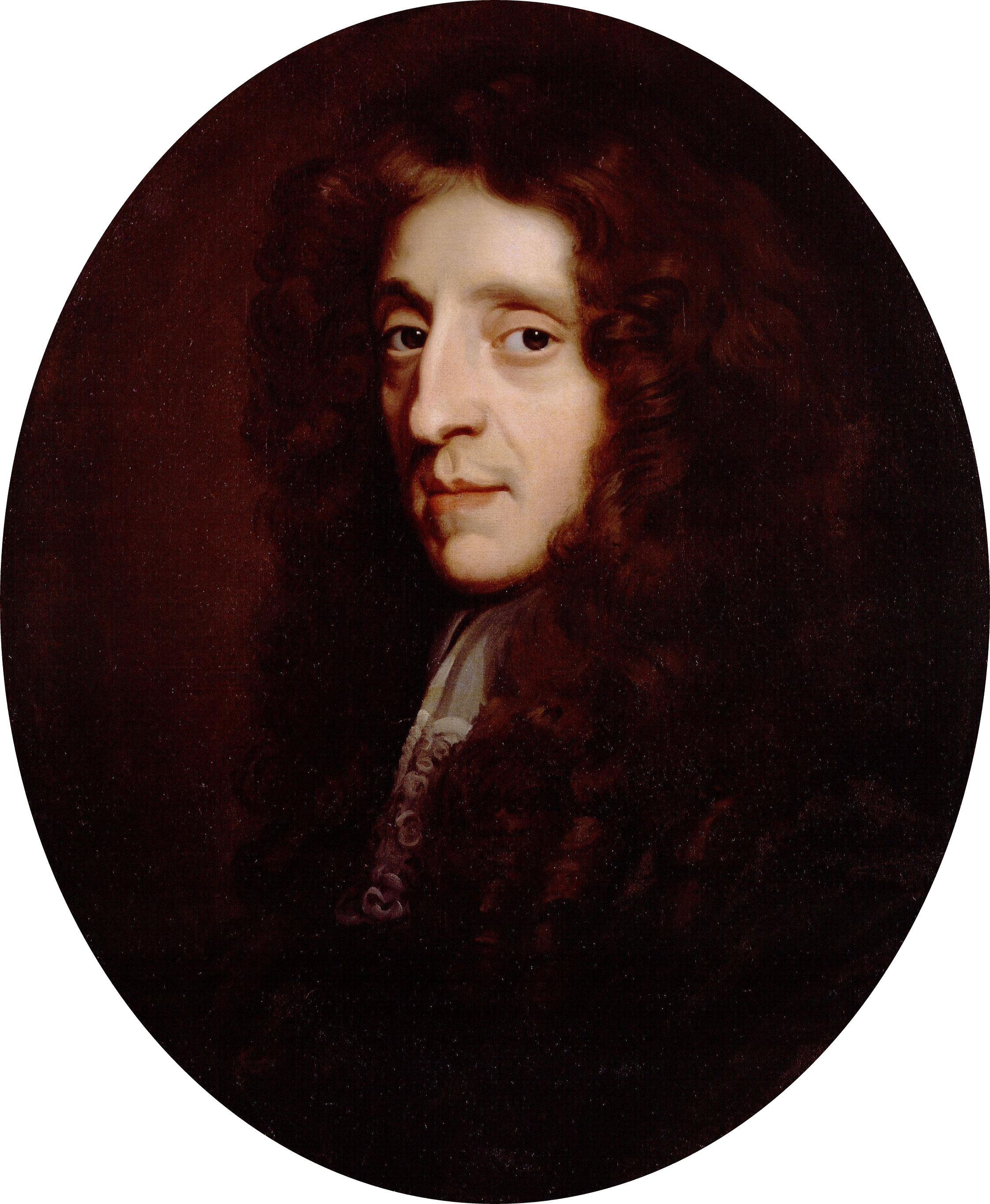
John Locke ritratto da John Greenhill

I trattati di Locke avanzavano prioritariamente una polemica contro il potere paternalistico, teorizzato da Robert Filmer (1588-1653), nell'opera "Il Patriarca" sostenendo che il potere monarchico derivava da Adamo, al quale era stato trasmesso da Dio e contro il potere dispotico e assolutista al centro della riflessione hobbesiana.
Per Locke la natura e i contenuti stessi del patto tra sudditi e sovrano erano profondamente diversi da quelli teorizzati da Hobbes. Lo stato di natura, inteso come la condizione iniziale dell'uomo, secondo Locke non si manifesta come un "bellum omnium contra omnes" ma come una condizione che può invece portare a una convivenza sociale.
Locke nega che vi siano leggi naturali innate ma
Le leggi stabilite dalla natura, tali che siano valide per tutti gli uomini esistono anche se non sono innate: per conoscerle l'unica via è quella di ricercarle e analizzarle con il nostro intelletto.
Locke partiva dalla teoria del contrattualismo (già avanzata da Thomas Hobbes e ripresa poi nel celebre Contratto Sociale di Jean-Jacques Rousseau).
Nello stato di natura tutti gli uomini possono essere uguali e godere di una libertà senza limiti; con l'introduzione del denaro e degli scambi commerciali, tuttavia, l'uomo tende ad accumulare le sue proprietà e a difenderle, escludendone gli altri dal possesso. Sorge a questo punto l'esigenza di uno stato, di una organizzazione politica che assicuri la pace fra gli uomini. A differenza di Hobbes, infatti, Locke non riteneva che gli uomini cedessero al corpo politico tutti i loro diritti, ma solo quello di farsi giustizia da soli. Lo Stato non può perciò negare i diritti naturali: vita, libertà, uguaglianza civile e proprietà coincidente con la cosiddetta property, violando il contratto sociale, ma ha il compito di tutelare i diritti naturali inalienabili propri di tutti gli uomini.
Locke infatti sosteneva la doppia natura pattizia, come nella più autentica tradizione giusnaturalista: Pactum Unionis o Societatis e Pactum Subiectionis. In Hobbes, invece, i due patti erano unificati nel patto d'unione secondo il quale i sudditi, emancipandosi dallo stato di natura alienavano tutti i diritti al sovrano, tranne uno: il diritto alla vita. Questo, tuttavia, non era una "umana concessione" del sovrano ai sudditi, un diritto elargito graziosamente, ma un principio di cautela di cui si dotava egli stesso. Infatti il sovrano, dato che era la materializzazione dell'insieme dei sudditi e dei loro diritti, se non avesse mantenuto in capo a questi ultimi il diritto alla vita, avrebbe corso il rischio di essere esso stesso ucciso. In Locke, invece, nel passaggio dallo stato di natura allo stato civile o politico il suddito conserva tutti i diritti tranne quello di farsi giustizia da sé.
Anzi, il passaggio allo stato civile o politico (passaggio necessario per poi approdare al governo) è indispensabile proprio per tutelare tutti i diritti che lo stato di natura assegna all'uomo (a partire dalla proprietà). Questo comporta, quindi, l'istituzione di nuove figure atte a far rispettare questa disposizione: i magistrati, i tribunali e gli uomini di legge.
Rimane comunque la regola generale che non possa stabilirsi a priori quali siano le condizioni necessarie per il buon governo ma tutto dipende dalle capacità umane di far tesoro delle esperienze passate:
Ma se questa direzione negli affari pubblici o privati avrà buon esito, se il rabarbaro purificherà o il chinino curerà una febbre malarica, tutto ciò si può conoscere solo con l’esperienza, e fondata sull’esperienza, o su ragionamenti analogici, non c’è che probabilità, non invece una conoscenza o dimostrazione.»

#### Le caratteristiche del potere
Per Locke il potere non è e non può essere concentrato nelle mani di un'unica entità, né tanto meno è irrevocabile, assoluto e indivisibile.
Il potere supremo è il potere legislativo che è supremo, non perché senza limiti, ma perché è quello posto al vertice della piramide dei poteri, il più importante.
È il potere di predisporre ed emanare leggi e appartiene al popolo che lo conferisce per delega a un organo preposto ad adempierlo, che è costituito dal Parlamento.
Subordinato al potere legislativo, c'è il potere esecutivo che spetta al sovrano e consiste nel far eseguire le leggi.
Successivamente Locke individua altri due poteri ascrivibili ai precedenti:
- il potere giudiziario rientrante nel potere legislativo, è preposto a far rispettare la legge, la quale deve essere unica per tutti e deve far sì che tutti siano uguali di fronte a essa e che ci sia certezza del diritto (principio di legalità). Quindi il potere legislativo esplica due funzioni: quella di emanare leggi e quella di farle rispettare.
- Il potere federativo - nel significato derivato dal latino foedus, patto - che rientra nel potere esecutivo e prevede la possibilità di muovere guerra verso altri Stati, di stipulare accordi di pace, di intessere alleanze con tutte quelle comunità extra-pattizie, ovvero che si collocano al di fuori della società civile o politica.

Se così non fosse stato, il popolo avrebbe avuto il diritto di resistenza contro un governo ingiusto.

### La tolleranza religiosa

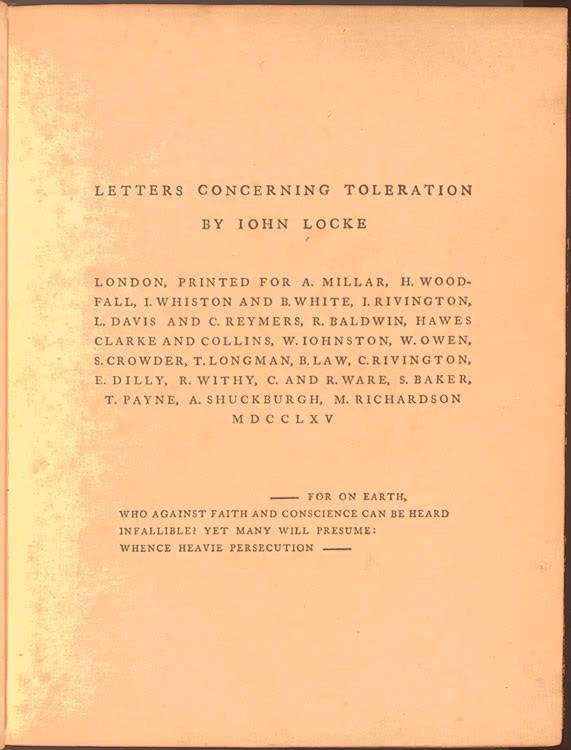
Prima pagina di A Letter Concerning Toleration nell'edizione del 1765

Nell'opera A Letter Concerning Toleration, scritta nel 1685 nei Paesi Bassi, originariamente pubblicata nel 1689 in latino e immediatamente tradotta in altre lingue, Locke affronta il problema della tolleranza religiosa in un periodo in cui si temeva che il Cattolicesimo potesse prendere il sopravvento in Inghilterra alterandone la funzione di Stato ufficialmente anglicano.

#### La religione naturale
Nell'ambito dell'ideologia liberale Locke svolge così le sue considerazioni: egli ritiene che le rivelazioni religiose, contenute nelle varie scritture delle religioni positive, siano accomunate da alcuni principi di fondo, semplici dogmi, dettati dalla natura stessa e validi per tutti per la loro intrinseca razionalità. In questa sua concezione di una religione naturale prevalente e antecedente alle religioni positive. Taluni sostengono che Locke anticipi le posizioni che saranno proprie del deismo, ma non è esatto poiché il deismo sostiene che Dio abbia creato il mondo e non si interessi degli uomini né intervenga in esso, al contrario Locke parte chiaramente dal presupposto che il mondo sia stato creato per l'uomo e che Dio si interessi di lui. Dunque è più giusto dire che Locke ritiene che la religione naturale (ossia quella che prescinde dalla Rivelazione) sia il teismo e ciò è testimoniato dal fatto che Locke stesso faccia riferimento all'epistola ai Romani di San Paolo in cui dice che i Gentili anche se non hanno avuto una diretta rivelazione come gli ebrei, con la sola ragione avrebbero potuto intuire che Dio è uno ed è trascendente. D'altro canto il fatto che di religione naturale si inizi a parlare nel XVI secolo non è un caso, in quanto nel 1517 era avvenuta la Riforma protestante e i giusnaturalisti considerarono necessario sottolineare il nucleo comune di fede tra cattolici e protestanti per favorirne la reciproca tolleranza; anche da qui si evince la contiguità tra giusnaturalismo e Locke.
Proprio perché la religione naturale è razionale, i suoi semplici dogmi possono essere rispettati da tutti senza difficoltà, e non v'è alcun motivo per cui lo stato debba imporre una determinata religione positiva, tuttavia non bisogna attribuirgli posizioni assunte in seguito da altri filosofi come Voltaire, infatti Locke ritiene che ogni religione debba avere tolleranza perché è sempre l'oppressione, di qualsiasi tipo essa sia, che genera le rivolte nello Stato (come traspare nell'Epistola sulla Tolleranza). D'altro canto Locke arriva alla formulazione della tolleranza delle altre religioni poiché è lo stesso Vangelo di Cristo che impone la non-violenza e l'amore del prossimo, spiegando nella Lettera sulla Tolleranza che se Dio avesse voluto imporre la giusta fede (ossia quella cristiana) con la forza si sarebbe servito delle sue legioni celesti di gran lunga più potenti di ogni forza umana. 
La fede di Locke nel cristianesimo è attestata dalle lettere mandate a dei suoi amici, dove alla richiesta di costituire per iscritto un sistema etico,risponde che nel Vangelo di Gesù Cristo è già completamente presente il corretto modo di agire verso Dio e verso gli uomini (si pensi all'opera di Locke La ragionevolezza del Cristianesimo), e dalla sua grande preparazione teologica ed esegetica (che può essere vista chiaramente nel primo Trattato sul Governo in risposta al Patriarca di Robert Filmer).
Lo Stato deve invece essere non confessionale, ovvero laico, anche perché un'eventuale violazione di queste sue necessarie caratteristiche sarebbe controproducente: ne verrebbero lotte religiose destinate a gravi conseguenze anche politiche.
Da questa idea di tolleranza religiosa Locke tuttavia esclude sia la Chiesa cattolica non tanto per le credenze specifiche come quella sulla transustanziazione, ma piuttosto per il fatto che sono già sudditi di un sovrano straniero ossia il papa, dato che può sciogliere il suo popolo dall'obbedienza nei confronti dei sovrani degli altri Stati e quindi generare ribellioni nello Stato (da qui si evince che la polemica di Locke nei confronti del Cattolicesimo non è tanto di carattere dottrinale piuttosto delle sue possibili conseguenze politiche). E poi anche gli atei, che, non credendo in nessun Dio, non sono affidabili dal punto di vista dei valori morali; poiché senza Dio cade anche la morale su cui essa si fonda, e in particolare nei giuramenti resi in nome della Bibbia.

#### La prova dell'esistenza di Dio
La prova dell'esistenza di Dio, Locke la fonda sul principio, Ex nihilo nihil fit (Dal nulla, nulla si produce), ripreso da Lucrezio  ma già presente nei fisici pluralisti greci (οὐδέν ἐξ οὐδενός) 
(J. Locke, Saggio sull’intelletto umano, III, cap. X)

### La pedagogia
Locke, sulla scia del pensiero pedagogico di Comenio, è stato fra i primi importanti pensatori a dedicare uno spazio, nella sua riflessione, allo studio della pedagogia in quanto è l'educazione che forma gli uomini del futuro. Nella sua opera pedagogica principale Pensieri sull'educazione l'autore descrive l'educazione del giovane aristocratico che deve avvenire privatamente per opera di un esperto precettore che salvaguardi il fanciullo da cattive abitudini e da eventuali cattivi esempi dei suoi coetanei.
Un'educazione individualizzata permetterà così di sviluppare quelle doti che sono già presenti per natura nell'individuo. Nell'insegnamento poi ciò che conta non saranno tanto le materie di studio quanto lo sviluppo di un rapporto confidenziale e fiducioso nei confronti del pedagogo che analizzerà le migliori attitudini del bambino per realizzarle al meglio possibile adattandovi l'educazione. Nell'ottica liberale e empirista propria del suo pensiero, Locke ritiene che nell'educazione del fanciullo debbano prevalere le attività pratiche come i lavori manuali. Va quindi incoraggiata l'espressione diretta e spontanea dell'attività conoscitiva, ad es. attraverso il ruolo dell'attività fisica che alla sanità del corpo aggiunge quella della mente, nonché mediante le attività pratiche in generale, che consentano l'apprendimento diretto di quelle idee semplici, che sono alla base dello sviluppo della conoscenza umana.
Il fine ultimo dell'educazione sarà il conseguimento della virtù che consiste nel conoscere e attuare il proprio dovere al fine di realizzare la volontà di Dio.
L'obiettivo sarà raggiunto quando la società manifesterà di avere una buona reputazione nei confronti del gentiluomo bene educato che onorevolmente potrà ora farne parte.
Il fanciullo per natura tende a conseguire il proprio piacere individuale ma, poiché da questo possono nascere vizi e deviazioni morali, occorre che il precettore faccia nascere nell'educando il piacere e l'amore per lo studio ricorrendo all'attività preferita dai bambini, quella del gioco in modo che lo studio rientri nell'attività ludica. Devono quindi essere contenuti gli aspetti più propriamente repressivi, quali le punizioni corporali che potrebbero causare la perdita del piacere di studiare o peggio la formazione di caratteri ribelli o depressi. Per la disciplina basterà la lode o la disapprovazione del maestro.